# Marcello Morandini
Marcello Morandini (Mantua, 15 mei 1940) is een Italiaanse constructivistische beeldhouwer, graficus en designer.

## Leven en werk
Morandini werd geboren in de stad Mantua in de regio Lombardije en verhuisde in 1947 naar Varese. Hij bezocht de Accademia di belle Arti di Brera in Milaan. Vanaf 1960 was hij eerst als industrieel ontwerper en later als graficus bij een reclamebureau in Milaan werkzaam. In 1963 had Morandini zijn eerste expositie. Zijn werk stond onder invloed van de Italiaanse architect/designer Enzo Mari (1932). In 1964 startte hij zijn eigen bureau in Varese.
In 1964 creëerde hij zijn eerste driedimensionale objecten die zijn gebaseerd op geometrische vormen en evenals zijn zeefdrukken en sculpturen in zwart en wit uitgevoerd. Na een deelname aan de Biënnale van São Paulo, ontving hij in 1968 een uitnodiging voor de Biënnale van Venetië.
Een eerste retrospectieve tentoonstelling van zijn werk vond plaats in 1972 bij de Kerstner Gesellschaft in Hannover. Dit was het begin van een vruchtbare periode van samenwerking met musea, galerieën en ondernemingen, met name met de porseleinfabriek Rosenthal AG in Selb. In 1977 werd hij uitgenodigd voor documenta 6 in Kassel en in 1986 nam hij deel aan een beeldhouwersymposium voor concrete kunst in Kunststation Kleinsassen in Hofbieber-Kleinsassen met het werk Dreieck unendlich.
Sinds aanvang der tachtiger jaren werkte Morandini als ontwerper nauw samen met de architectenbureaus Miraglia in Varese en Ong&Ong in Singapore. In 1993 vond in München een overzichtstentoonstelling plaats van zijn kunstwerken en designobjecten in het museum voor toegepaste kunst Die Neue Sammlung. In 2008 organiseerde de International Gallery of Modern Art Ca'Pesaro een expositie met meer dan 60 werken tijdens de architectuurbiënnale in Venetië.
Van 1995 tot 1997 was hij als docent kunst en design verbonden aan de internationale zomeracademie in Salzburg en aan de zomeracademie van Plauen. Sinds 1997 is hij docent Design aan de Kantonsschule von Lausanne in het Zwitserse Lausanne en directeur van het internationale museum voor keramiekontwerp in Cerro, Laveno. In 2001 was hij de oprichter van het "Centro editoriale di design Marienza". In 2001 en 2004 werd het werk van Morandini getoond bij de Stiftung für Konkrete Kunst Roland Phleps in Freiburg im Breisgau.

## Enkele werken in de openbare ruimte
- Scultura Progreto No. 205 (1974) in het Beeldenpark van het Quadrat Bottrop in Bottrop
- Ombralatina (2004) bij het Wilhelm-Hack Museum in Ludwigshafen
- La Porta Operta (2010) in de Martin-Luther-Straße in Hattingen

## Fotogalerij

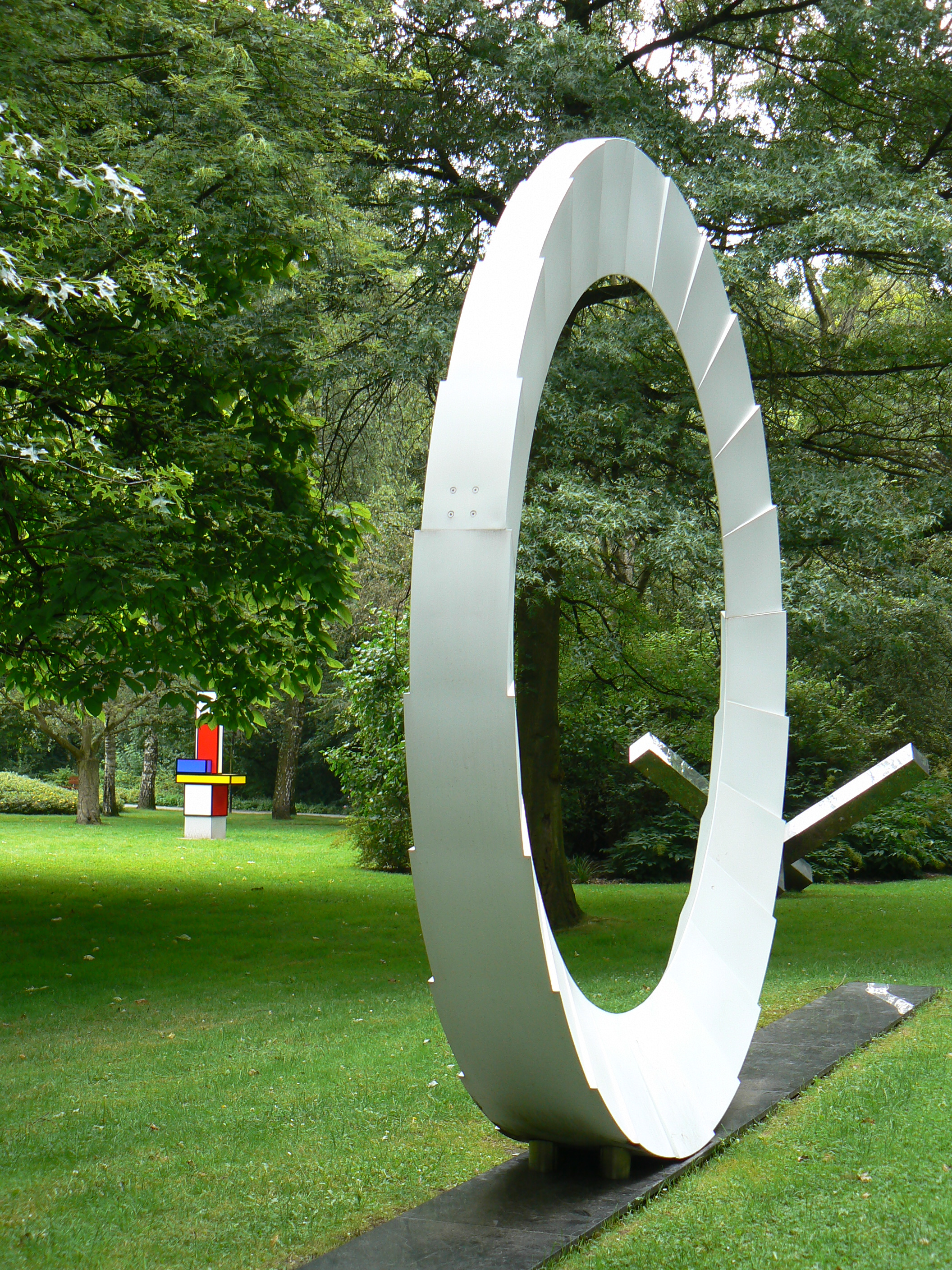
Scultura progretto No. 205, Bottrop
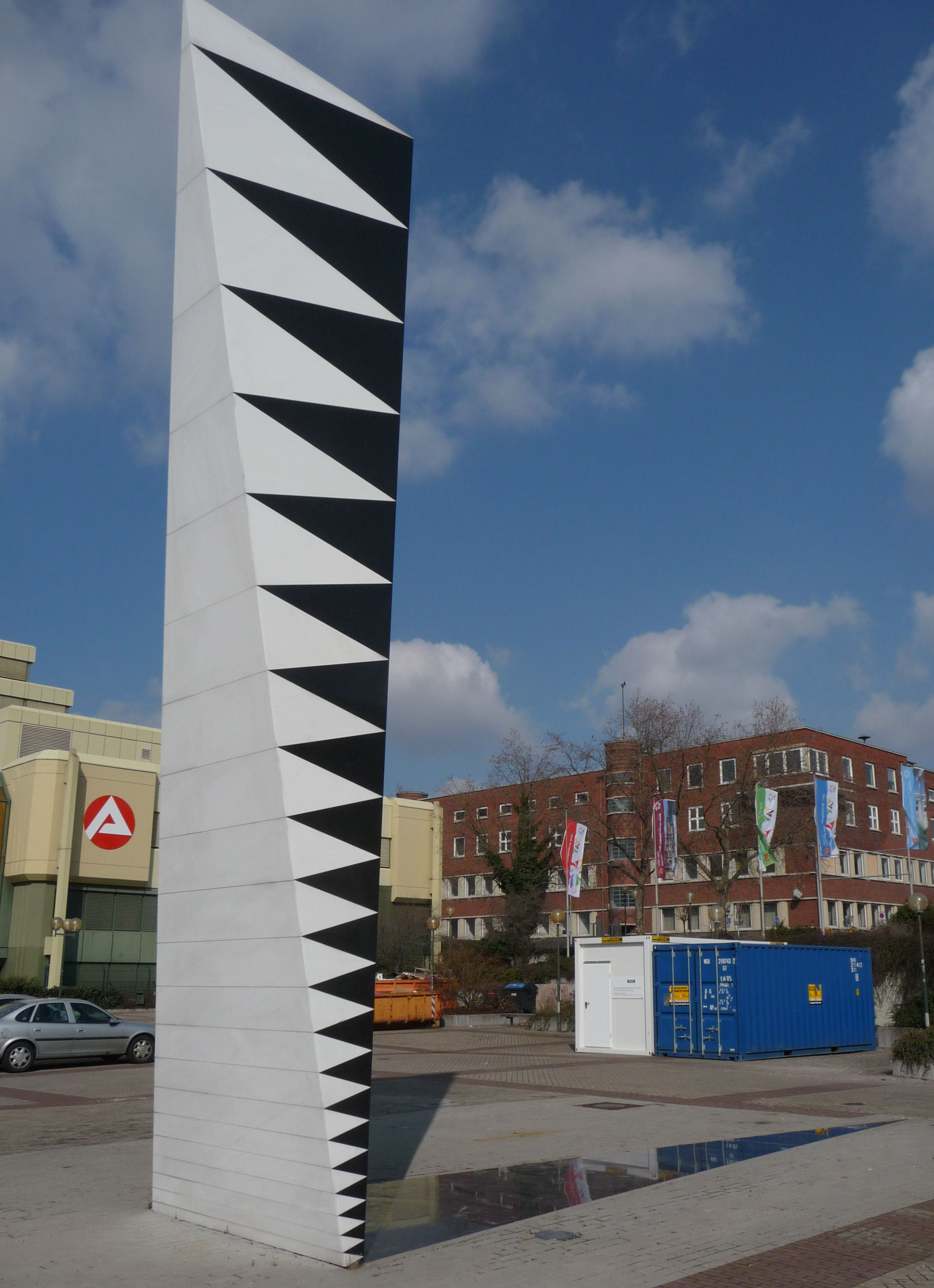
Ombralatina, Ludwigshafen
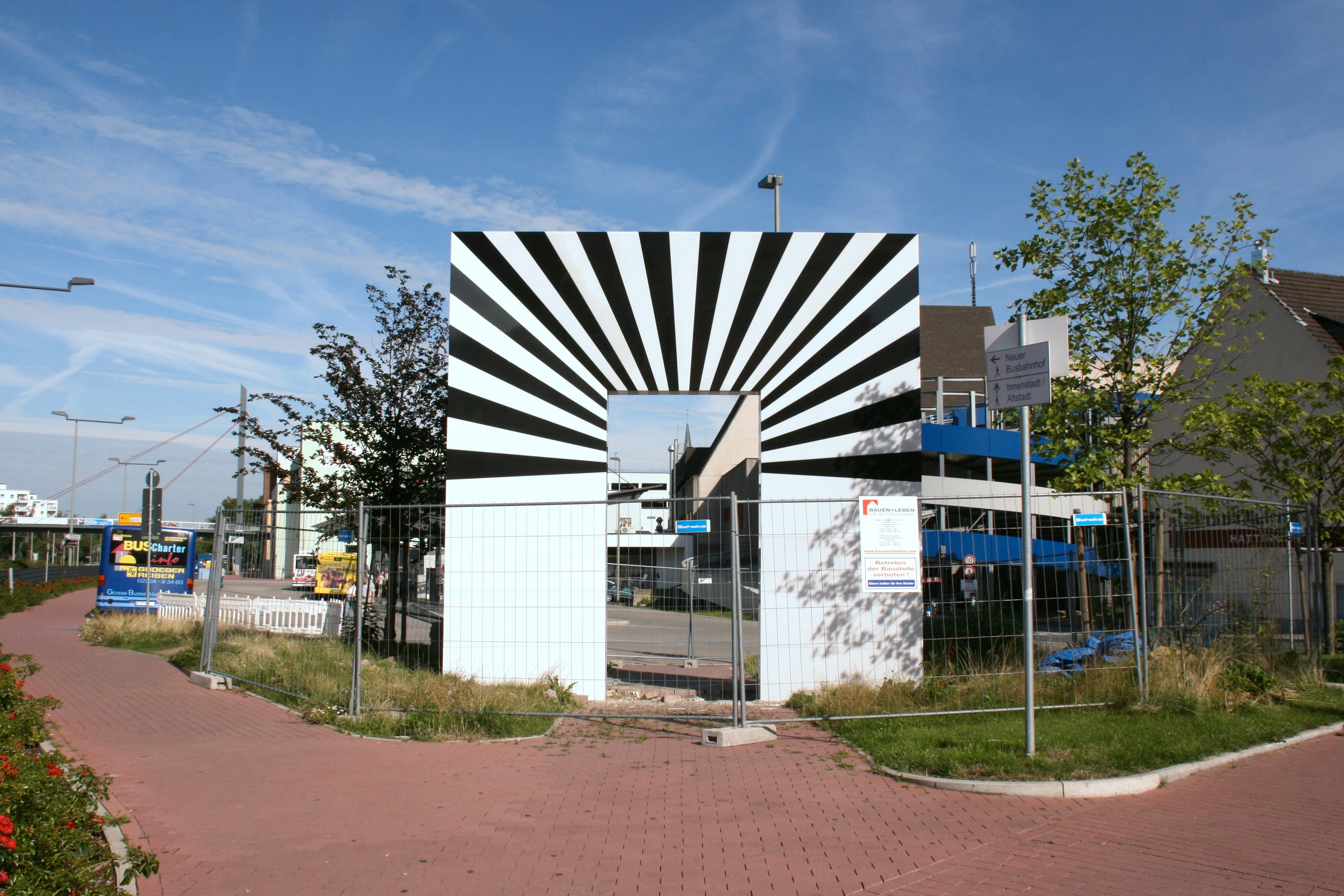
La Porta Aperta, Hattingen